# زنون هگزافلوئورو پلاتینات
زنون هگزافلوئورو پلاتینات محصول واکنش پلاتین هگزا فلوراید و زنون است که می‌توان در این آزمایش ثابت کرد که گازهای نجیب هرچند کم ولی واکنش پذیری شیمیایی دارند. این آزمایش توسط نیل بارتلت در دانشگاه بریتیش کلمبیا انجام شد، که این ترکیب «−[Xe+[PtF۶» تشکیل شد. اگر چه آزمایش‌های بعدی نشان می‌دهد که محصول بارتلت احتمالاً به نمک این ترکیب تبدیل شده بود ولی در آزمایش‌های تکمیلی این ترکیب هیچ گونه نمک شناخته و مشخصی نداشته‌است.

## تشکیل
«زنون هگزافلوئورو پلاتینات» از زنون و پلاتین هگزا فلوراید (PtF۶) به شکل یک محلول گازی در هگزا فلوراید گوگرد (SF۶) تشکیل می‌شود. واکنش دهنده در ۷۷ کلوین ترکیب و به آرامی گرم می‌شوند و این کنترل واکنش را ممکن می‌سازد.

## ساختار
مواد شرح داده شده، به عنوان «زنون هگزافلوئورو پلاتینات» ممکن است در اصل −[Xe+[PtF۶ نباشد. مشکل اصلی با این فرمول «+Xe» است، که یک رادیکال آزاد است و به اتم +XeF. بنابراین بارتلت کشف کرد که Xe دچار واکنش‌های شیمیایی دیگری شده‌است. آزمایش‌هایی نشان می‌دهد که محصول بارتلت احتمالاً شامل: −[XeF]+[PtF۵] یا [XeF]+[Pt۲F۱۱]بوده‌است.

## تاریخچه
در سال ۱۹۶۲ نیل بارتلت مخلوطی از پلاتین هگزا فلوراید و گاز و اکسیژن تشکیل که ترکیبی جامد است کشف کرد. این ترکیب قرمز و جامد، به دی اکسیژنیل هگزافلوئورو پلاتینات یا −[O۲+[PtF۶ تبدیل شد. بارتلت متوجه شد که انرژی یونیزاسیون برای اکسیژن (۱۱۷۵ kJ mol-۱) بسیار نزدیک به انرژی یونیزاسیون برای زنون (۱۱۷۰ kJ mol-۱) است؛ او از همکاران خود خواست که به او مقداری زنون بدهند «به طوری که او بتواند واکنشی را امتحان کند»، او پیش بینی کرد که زنون با PtF۶ واکنش می‌دهد. اگر چه این محصول احتمالاً مخلوطی از چندین ترکیب دیگر بود بارتلت اثبات کرد که این ماده جزو ترکیبات یک گاز نجیب است. کشف او نشان می‌دهد که در این روش جدید ترکیب شیمیایی اغلب منجر به ناخالص محصولاتی چون گازهای نجیب می‌شود. پس از این کشف بارتلت ترکیبات زنون بیشتری گزارش شده‌است از جمله XeF۲با XeF۴ و XeF۶.